# Lorenc Trashi
Lorenc Trashi (Gramsh, 19 de mayo de 1992) es un futbolista albanés que juega en la demarcación de centrocampista para el Flamurtari F. C. de la Kategoria e Parë.

## Selección nacional
Tras jugar con la selección de fútbol sub-21 de Albania finalmente hizo su debut con la selección absoluta el 14 de octubre de 2019 en un partido de clasificación para la Eurocopa 2020 contra Moldavia. El partido acabó con un resultado de 0-4 a favor del combinado albanés tras los goles de Sokol Cikalleshi, Keidi Bare, Rey Manaj y otro del propio Lorenc Trashi.

## Clubes
| Club               | País    | Año       | Partidos | Goles |
| ------------------ | ------- | --------- | -------- | ----- |
| K. F. Gramshi      | Albania | 2008-2013 | 91       | 8     |
| K. S. Lushnja      | Albania | 2013-2014 | 29       | 6     |
| Partizán de Tirana | Albania | 2014-2020 | 233      | 15    |
| Qadsia S. C.       | Kuwait  | 2020-2022 |          |       |
| F. C. Ballkani     | Kosovo  | 2023-2024 | 63       | 1     |
| Flamurtari F. C.   | Albania | 2024-     | 33       | 1     |

## Palmarés

### Campeonatos nacionales
| Título               | Club               | País    | Año  |
| -------------------- | ------------------ | ------- | ---- |
| Superliga de Albania | Partizán de Tirana | Albania | 2019 |
| Supercopa de Albania | Partizán de Tirana | Albania | 2019 |
| Supercopa de Kosovo  | F. C. Ballkani     | Kosovo  | 2022 |
| Superliga de Kosovo  | F. C. Ballkani     | Kosovo  | 2023 |
| Superliga de Kosovo  | F. C. Ballkani     | Kosovo  | 2024 |
| Copa de Kosovo       | F. C. Ballkani     | Kosovo  | 2024 |